# Antarchaea usta
Antarchaea usta är en fjärilsart som beskrevs av Butler 1889. Antarchaea usta ingår i släktet Antarchaea och familjen nattflyn. Inga underarter finns listade i Catalogue of Life.